# Művészetek Völgye
A Művészetek Völgye egyedülálló összművészeti fesztivál, amelyet 1989. július 31-től rendeznek meg. Az ötlet Márta István zeneszerzőtől származik, aki  - miután megalapította a fesztivált is tulajdonló Kapolcsi Kulturális és Természetvédelmi Egyletet - 25 éven át volt igazgatója az eseménynek. 2015-ben az Egylet 50%-os résztulajdonosságával megalakult a Művészetek Völgye Nonprofit Kft.  2016 óta a fesztivál általános igazgatója Oszkó-Jakab Natália.

## A helyszín
A Kapolcs feletti Vigántpetendhez tartozó Csórompuszta volt a kiindulópontja a ma már több településen zajló Művészetek Völgye fesztiválnak. A fesztivál voltaképpen három település: Kapolcs, Vigántpetend, és Taliándörögd helyszínein zajlik.

## A rendezvények
A Művészetek Völgye fesztivál minden évben július végén, augusztus elején mintegy 10 napon át tart. A rendezvények között színházi előadások, komoly-, nép- és világzenei koncertek, irodalmi estek és délutánok, kiállítások és mesterségek bemutatása szerepelnek. A Művészetek Völgye fesztivált 2007-ben 19. alkalommal rendezték meg).

## 2008-ban
2008 márciusában Márta István közölte, hogy - később ismertetésre kerülő okokból - ebben az évben a rendezvénysorozat elmarad, majd pontosította, hogy „Bűvészetek Völgye” néven kerül megrendezésre.

## 2009-ben
Már a 2008-as év is nehezen indult, de a 2009-es évben a jubileumi 20. Művészetek Völgye tényleg elmaradt. A települések azonban a saját fesztiváljaikat, találkozóikat természetesen ebben az évben is megrendezik.

## 2010-ben
Huszadik alkalommal rendezték meg a fesztivált július 23. és augusztus 1. között, több mint 1200 programmal, 3500 művész közreműködésével. 
A programoknak 80 helyszín adott otthont Kapolcson, Taliándörögdön, Vigántpetenden, Monostorapátiban, Öcsön, Pulán és Nagyvázsonyban.